# 4029 Bridges
4029 Bridges este un asteroid din centura principală, descoperit pe 24 mai 1982 de Carolyn Shoemaker.